# Миливоје Мауковић
Миливоје Мауковић (13. септембар 1851 — 1881) био је илустратор, књижар и публициста. Сматра се оснивачем српског стрипа.

## Биографија
Мауковић је рођен у Шиду, где се породично презиме први пут помиње у попису приложника храму Светог оца Николаја у Шиду из 1733. године.
Он је студирао ликовну академију у Минхену од 1877. године и годину дана је био стипендиста Марије Трандафил.
Од 1879. до 1880. живи у Новом Саду, где ради као илустратор. Сели се у Шид 1881. године где је основао књижару и штампарију. Тада издаје илустровани шаљиви лист „Ђаволан“. Поред илустрације бавио се политичком карикатуром и друштвеном сатиром. Преминуо је од туберколозе, након изласка другог броја броја часописа који је основао.